# Франция на «Евровидении-2003»
Франция участвовала в сорок восьмом выпуске телевизионного конкурса Евровидение-2003, который состоялся 24 мая в Сконто-холле в Риге, Латвия. Страну представляла певица итальянского происхождения Луиза Байлеше с этно-поп-балладой Monts et merveilles ("Горы и звёзды"), написанной Хокине Халлафом. По итогам голосования она заняла 18-е место из 26, набрав 19 баллов. Несмотря на столь скромный результат, Франция как член "большой четвёрки" смогла пройти автоматическую квалификацию на финал 2004 года. Таким образом, Monts et merveilles стала предшественницей французской заявки на Евровидение-2004 À chaque pas в исполнении Джонатана Серрады. Конкурс был показан на канале France 3 с комментариями Лорана Рикьера и Изабель Мерго. Глашатаем, объявлявшим очки Франции, была певица Сандрин Франсуа, представительница страны на Евровидение-2002.

## Предыстория
К моменту своего участия на Евровидении-2003 Франция уже принимала участие в конкурсе 46 раз с момента организации первого выпуска в 1956 году, как одна из семи оригинальных стран. На счету Франции имелось пять побед: в 1958 году с песней Dors, mon amour в исполнении Андре Клаво; в 1960 году с песней Tom Pillibi в исполнении Жаклин Буайе; в 1962 году с песней Un premier amour в исполнении Изабель Обре; в 1969 году в четверной ничье с песней Un jour, un enfant в исполнении Фриды Боккара и в 1977 году с песней L'Oiseau et l'Enfant в исполнении Мари Мириам. Франция не принимала участия только дважды: в 1974 и 1982 годах. На Евровидение-2002 композиция Il faut du temps в исполнении Сандрин Франсуа заняла пятое место, набрав 140 очков.
Французская телекомпания France Télévisions с 1956 года отвечает за организацию отбора заявки на Евровидение и трансляцию конкурса. С 1999 года France 3 является основным каналом, отвечающим за отбор заявки и трансляцию. В 1999 и 2000 годах France 3 организовывал национальные финалы, но из-за плохих результатов на Евровидение, вещатель вернулся к использованию внутреннего отбора, последний раз использованного в 1998 году. Благодаря удачным выступлениям на конкурсах 2001 и 2002 годов, процедура использования внутреннего отбора была использована и для выбора заявки 2003 года.

## До «Евровидения»

### Внутренний отбор
В начале 2003 года France 3 объявил об организации внутреннего отбора на Евровидение. 13 января была открыта подача заявки, куда любой заинтересованный исполнитель и/или сонграйтер мог отправить свои предложения. 7 марта в программе Le Fabuleux Destin de... с Изабель Джордано было объявлено, что Францию на Евровидение в Риге будет представлять певица итальянского происхождения Луиза Байлеше с этно-поп-балладой Monts et merveilles. Отборочная комиссия France 3 выбирала между этой песней и Un jour, je t'emmènerai Тибо Дюрана до того, как 28 февраля 2003 года не вынесла окончательное решение.

## На «Евровидении»
По правилам Евровидения, все страны, за исключением тех, кто занял последние шесть мест по итогам прошлого года, допускались к участию. Как член "большой четвёрки" Франция приняла участие в конкурсе. 29 ноября 2002 года была проведена жеребьёвка, согласно которой страна должна была выступить под номером 19, между Норвегией и Польшей. По итогам голосования Луиза Байлеше заняла 18-е место из 26, набрав 19 баллов. Это был первый раз с 2000 года, когда Франция финишировала позади десятки лучших. Несмотря на столь скромный результат, Франция как член "большой четвёрки" смогла пройти автоматическую квалификацию на финал 2004 года. В 1997 году Европейский вещательный союз ввёл процедуру телеголосования, на которую годом позже перешло большинство стран-участниц. 12 очков французские телезрители присудили вице-чемпиону, Бельгии и 7 очков России. Россия не присудила Франции ни одного очка.

### Голосование
| Очки      | Страна                 |
| --------- | ---------------------- |
| 12 баллов |                        |
| 10 баллов |                        |
| 8 баллов  | - Босния и Герцеговина |
| 7 баллов  |                        |
| 6 баллов  | - Румыния              |
| 5 баллов  |                        |
| 4 балла   |                        |
| 3 балла   | - Польша               |
| 2 балла   | - Португалия           |
| 1 балл    |                        |

| Очки      | Страна     |
| --------- | ---------- |
| 12 баллов | Бельгия    |
| 10 баллов | Турция     |
| 8 баллов  | Израиль    |
| 7 баллов  | Россия     |
| 6 баллов  | Португалия |
| 5 баллов  | Польша     |
| 4 балла   | Румыния    |
| 3 балла   | Норвегия   |
| 2 балла   | Швеция     |
| 1 балл    | Исландия   |